# Dani Ceballos
Ceballos  Fernández est un nom espagnol. Le premier nom de famille, en général paternel, est Ceballos ; le second, en général maternel, souvent omis, est Fernández.
Ne doit pas être confondu avec Daniel Ceballos.
Daniel Ceballos Fernández, dit Dani Ceballos, né le 7 août 1996 à Utrera (Espagne), est un footballeur international espagnol qui évolue au poste de milieu de terrain au Real Madrid.

## Biographie

### Real Betis (2014-2017)
Né le 7 août 1996 à Utrera, en Andalousie, Dani Ceballos est repéré par les recruteurs du Séville FC dès 8 ans. En 2009, il rejoint l'équipe locale, le CD Utrera. Deux ans plus tard, en 2011, il est engagé par l'autre équipe andalouse afin de rejoindre son équipe jeune, le Real Betis. Il joue son premier match avec l'équipe première le 26 avril 2014, à l'occasion de la 35e journée de la saison 2013-2014 face à la Real Sociedad. Il entre en jeu ce jour-là mais son équipe s'incline sur le score de un but à zéro. Le club est cependant relégué à l'issue de cette saison.
Ceballos découvre donc la deuxième division lors de la saison 2014-2015, ce qui lui permet de gagner une place de titulaire au sein de l'effectif du Betis. Il inscrit notamment son premier but en professionnel le 21 décembre 2014 lors de la victoire de son équipe face au Racing de Santander (2-0). En tout il joue 35 matchs, inscrit 5 buts et délivre 5 passes décisives toutes compétitions confondues cette saison-là. Il obtient même le premier titre de sa carrière puisqu'en terminant premier du classement, le Real Betis est sacré Champion d'Espagne de deuxième division et remonte ainsi directement dans l'élite du football espagnol, un an après l'avoir quitté.

### Real Madrid (depuis 2017)
Après avoir progressivement intégré les équipes B et l'équipe principale, Dani Ceballos se dévoile véritablement lors de la saison 2016-2017. À la suite de cette saison et de ses performances en équipe nationale, le joueur est convoité par de grands clubs et c'est finalement le Real Madrid qui le convainc de signer durant l'été 2017. Le transfert tournerait autour de 18 millions d'euros. Il joue son premier match avec le Real Madrid lors du match retour de la Supercoupe d'Espagne de football 2017. Le 23 septembre 2017, Ceballos donne la victoire au Real Madrid en inscrivant son premier doublé de sa carrière face au Deportivo Alavés (victoire 2-1).
Le 23 juin 2023, Dani Ceballos prolonge son contrat au Real Madrid jusqu'en 2027,,.

#### Prêt au Arsenal FC (2019-2021)
Le 25 juillet 2019 Dani Ceballos est prêté pour la saison 2019-2020 à Arsenal. Il a fait sa première apparition le 28 juillet 2019 face à l’Olympique lyonnais lors de l’Emirates Cup (défaite 1-2). Il joue son premier match officiel avec Arsenal le 11 août 2019, lors de la première journée de la saison 2019-2020 de Premier League face à Newcastle United. Il se fait remarquer lors de la journée suivante, alors qu'il est titularisé pour la première fois le 17 août face au Burnley FC, en délivrant deux passes décisives, contribuant ainsi à la victoire des siens (2-1).
Le 4 septembre 2020, il est à nouveau prêté pour la saison 2020-2021. Prêté depuis deux saisons par le Real Madrid du côté de l'Emirates Stadium, le milieu espagnol a posté un message sur les réseaux sociaux afin de dire au revoir comme il se doit aux supporters des Gunners, où il aura inscrit 2 buts et distillé 5 passes décisives en 77 apparitions avec le maillot nord-londonien.

### Carrière internationale
Dani Ceballos participe à sa première compétition internationale en 2015, lors du championnat d'Europe U19 2015 à l'issue de laquelle son équipe, l'Espagne, remporte la compétition en battant la Russie en finale. Dani Ceballos se met en évidence en délivrant une passe décisive contre l'équipe de France en demi-finale.
En 2017, il participe au championnat d'Europe espoirs 2017 en Pologne. Il se met en évidence en délivrant une passe décisive contre l'Italie en demi-finale. Si l'équipe échoue en finale face à l'Allemagne, il est élu meilleur joueur de la compétition.
Le 14 novembre 2017, il s'illustre en étant l'auteur d'un triplé face à la Slovaquie, lors des éliminatoires de l'Euro espoirs 2019. Il participe ensuite en juin 2019, à la phase finale du championnat d'Europe espoirs organisée en Italie. Lors de cette compétition, il se met en évidence en inscrivant deux buts en phase de groupe, contre le pays organisateur et la Pologne. Il délivre également deux passes décisives lors de cette phase de groupe. À noter qu'il officie comme capitaine de la sélection face aux joueurs polonais. L'Espagne remporte le tournoi en prenant sa revanche sur l'Allemagne en finale.
Le 11 septembre 2018, il honore sa première sélection avec l'équipe nationale d'Espagne lors de la large victoire espagnole face à la Croatie (6-0) en Ligue des nations. Il inscrit son premier but en sélection face à cette même équipe de Croatie, le 15 novembre 2018. Cette fois c'est l'Espagne qui s'incline, par trois buts à deux.
Dani Ceballos est retenu avec l'Espagne olympique pour participer aux Jeux olympiques d'été de 2020, ayant lieu lors de l'été 2021. Il est notamment titulaire et capitaine lors du premier match face à l'Égypte olympique le 22 juillet (0-0 score final) mais il se blesse à la cheville lors de cette rencontre et son indisponibilité est estimée à environ trois ou quatre semaines.

## Statistiques

### En club
| Saison                | Club                  | Championnat           | Championnat | Championnat | Championnat | Coupe nationale | Coupe nationale | Coupe nationale | Coupe de la Ligue | Coupe de la Ligue | Coupe de la Ligue | Supercoupe | Supercoupe | Supercoupe | Compétition(s) continentale(s) | Compétition(s) continentale(s) | Compétition(s) continentale(s) | Compétition(s) continentale(s) | Supercoupe UEFA | Supercoupe UEFA | Supercoupe UEFA | Autres compétitions | Autres compétitions | Autres compétitions | Autres compétitions | Total | Total | Total |
| Saison                | Club                  | Division              | M.          | B.          | P.d.        | M.              | B.              | P.d.            | M.                | B.                | P.d.              | M.         | B.         | P.d.       | Comp.                          | M.                             | B.                             | P.d.                           | M.              | B.              | P.d.            | Comp.               | M.                  | B.                  | P.d.                | M.    | B.    | P.d.  |
| 2013-2014             | Real Betis            | Liga                  | 1           | 0           | 0           | -               | -               | -               | -                 | -                 | -                 | -          | -          | -          | -                              | -                              | -                              | -                              | -               | -               | -               | -                   | -                   | -                   | -                   | 1     | 0     | 0     |
| 2014-2015             | Real Betis            | Segunda División      | 33          | 5           | 3           | 2               | 0               | 0               | -                 | -                 | -                 | -          | -          | -          | -                              | -                              | -                              | -                              | -               | -               | -               | -                   | -                   | -                   | -                   | 35    | 5     | 3     |
| 2015-2016             | Real Betis            | Liga                  | 34          | 0           | 2           | 4               | 0               | 0               | -                 | -                 | -                 | -          | -          | -          | -                              | -                              | -                              | -                              | -               | -               | -               | -                   | -                   | -                   | -                   | 38    | 0     | 2     |
| 2016-2017             | Real Betis            | Liga                  | 30          | 2           | 2           | 1               | 0               | 0               | -                 | -                 | -                 | -          | -          | -          | -                              | -                              | -                              | -                              | -               | -               | -               | -                   | -                   | -                   | -                   | 31    | 2     | 2     |
| Sous-total            | Sous-total            | Sous-total            | 98          | 7           | 7           | 7               | 0               | 0               | -                 | -                 | -                 | -          | -          | -          | -                              | -                              | -                              | -                              | -               | -               | -               | -                   | -                   | -                   | -                   | 105   | 7     | 7     |
| 2017-2018             | Real Madrid           | Liga                  | 12          | 2           | 0           | 5               | 0               | 0               | -                 | -                 | -                 | 1          | 0          | 0          | C1                             | 4                              | 0                              | 0                              | -               | -               | -               | CMC                 | 0                   | 0                   | 0                   | 22    | 2     | 0     |
| 2018-2019             | Real Madrid           | Liga                  | 23          | 3           | 0           | 6               | 0               | 2               | -                 | -                 | -                 | -          | -          | -          | C1                             | 3                              | 0                              | 0                              | 1               | 0               | 0               | CMC                 | 1                   | 0                   | 0                   | 34    | 3     | 2     |
| 2021-2022             | Real Madrid           | Liga                  | 11          | 0           | 0           | 2               | 0               | 1               | -                 | -                 | -                 | 0          | 0          | 0          | C1                             | 5                              | 0                              | 0                              | -               | -               | -               | -                   | -                   | -                   | -                   | 18    | 0     | 1     |
| 2022-2023             | Real Madrid           | Liga                  | 30          | 0           | 4           | 4               | 1               | 3               | -                 | -                 | -                 | 2          | 0          | 0          | C1                             | 7                              | 0                              | 0                              | 1               | 0               | 0               | CMC                 | 2                   | 0                   | 2                   | 46    | 1     | 9     |
| 2023-2024             | Real Madrid           | Liga                  | 20          | 0           | 2           | 2               | 0               | 0               | -                 | -                 | -                 | 2          | 0          | 0          | C1                             | 3                              | 1                              | 0                              | -               | -               | -               | -                   | -                   | -                   | -                   | 27    | 1     | 2     |
| 2024-2025             | Real Madrid           | Liga                  | 23          | 0           | 0           | 5               | 0               | 1               | -                 | -                 | -                 | 2          | 0          | 0          | C1                             | 9                              | 0                              | 1                              | 1               | 0               | 0               | CIC+CMC             | 1+4                 | 0                   | 0                   | 45    | 0     | 2     |
| Sous-total            | Sous-total            | Sous-total            | 119         | 5           | 6           | 24              | 1               | 7               | -                 | -                 | -                 | 7          | 0          | 0          | -                              | 31                             | 1                              | 1                              | 3               | 0               | 0               | -                   | 8                   | 0                   | 2                   | 192   | 7     | 16    |
| 2019-2020             | Arsenal FC (prêt)     | Premier League        | 24          | 0           | 2           | 5               | 1               | 0               | 2                 | 0                 | 0                 | -          | -          | -          | C3                             | 6                              | 1                              | 0                              | -               | -               | -               | -                   | -                   | -                   | -                   | 37    | 2     | 2     |
| 2020-2021             | Arsenal FC (prêt)     | Premier League        | 25          | 0           | 3           | -               | -               | -               | 3                 | 0                 | 0                 | -          | -          | -          | C3                             | 12                             | 0                              | 0                              | -               | -               | -               | -                   | -                   | -                   | -                   | 40    | 0     | 3     |
| Sous-total            | Sous-total            | Sous-total            | 49          | 0           | 5           | 5               | 1               | 0               | 5                 | 0                 | 0                 | -          | -          | -          | -                              | 18                             | 1                              | 0                              | -               | -               | -               | -                   | -                   | -                   | -                   | 77    | 2     | 5     |
| Total sur la carrière | Total sur la carrière | Total sur la carrière | 266         | 12          | 18          | 36              | 2               | 7               | 5                 | 0                 | 0                 | 7          | 0          | 0          | -                              | 49                             | 2                              | 1                              | 3               | 0               | 0               | -                   | 8                   | 0                   | 2                   | 374   | 16    | 28    |

### En sélection nationale
| Saison                | Sélection             | Phases finales        | Phases finales | Phases finales | Phases finales | Éliminatoires CDM | Éliminatoires CDM | Éliminatoires CDM | Éliminatoires EURO | Éliminatoires EURO | Éliminatoires EURO | Ligue Nations UEFA | Ligue Nations UEFA | Ligue Nations UEFA | Matchs amicaux | Matchs amicaux | Matchs amicaux | Total | Total | Total |
| Saison                | Sélection             | Compétition           | M              | B              | Pd             | M                 | B                 | Pd                | M                  | B                  | Pd                 | M                  | B                  | Pd                 | M              | B              | Pd             | M     | B     | Pd    |
| --------------------- | --------------------- | --------------------- | -------------- | -------------- | -------------- | ----------------- | ----------------- | ----------------- | ------------------ | ------------------ | ------------------ | ------------------ | ------------------ | ------------------ | -------------- | -------------- | -------------- | ----- | ----- | ----- |
| 2018-2019             | Espagne               | -                     | -              | -              | -              | -                 | -                 | -                 | 1                  | 0                  | 0                  | 3                  | 1                  | 1                  | 2              | 0              | 0              | 6     | 1     | 1     |
| 2019-2020             | Espagne               | -                     | -              | -              | -              | -                 | -                 | -                 | 3                  | 0                  | 0                  | -                  | -                  | -                  | -              | -              | -              | 3     | 0     | 0     |
| 2020-2021             | Espagne               | Euro 2020             | -              | -              | -              | -                 | -                 | -                 | -                  | -                  | -                  | 1                  | 0                  | 0                  | 1              | 0              | 0              | 2     | 0     | 0     |
| 2022-2023             | Espagne               | Coupe du monde 2022   | -              | -              | -              | -                 | -                 | -                 | 2                  | 0                  | 0                  | -                  | -                  | -                  | -              | -              | -              | 2     | 0     | 0     |
| Total sur la carrière | Total sur la carrière | Total sur la carrière | -              | -              | -              | -                 | -                 | -                 | 6                  | 0                  | 0                  | 4                  | 1                  | 1                  | 3              | 0              | 0              | 13    | 1     | 1     |

## Palmarès

### En club
Real Betis
- Segunda División
  - Champion : 2015.

 Real Madrid
- Championnat d'Espagne
  - Champion :  2022 et 2024 .
- Supercoupe d'Espagne
  - Vainqueur : 2017, 2022 et 2024.
- Supercoupe de l'UEFA
  - Vainqueur : 2017, 2022 et 2024.
  - Finaliste : 2018.
- Ligue des champions
  - Vainqueur : 2018, 2022 et 2024.
- Coupe du monde des clubs de la FIFA
  - Vainqueur : 2017, 2018 et 2022.
- Coupe d'Espagne
  - Vainqueur : 2023.

 Arsenal FC
- FA Cup
  - Vainqueur : 2020.

### En équipe nationale
Espagne espoirs
- Euro Espoirs
  - Vainqueur :  2019.
  - Finaliste : 2017.

 Espagne olympique
- Médaillé d'argent aux Jeux olympiques en 2021.

### Distinctions personnelles
Espagne
- Élu meilleur joueur du championnat d'Europe espoirs 2017.